# Szponiastonóg żółtogardły
Szponiastonóg żółtogardły (Pternistis leucoscepus) – gatunek średniej wielkości ptaka z rodziny kurowatych (Phasianidae), podrodziny bażantów (Phasianinae). Występuje we wschodniej Afryce. Nie jest zagrożony wyginięciem.

## Podgatunki i zasięg występowania
Międzynarodowy Komitet Ornitologiczny (IOC) wyróżnia dwa podgatunki P. leucoscepus:
- P. l. leucoscepus (G. R. Gray, 1867) – Erytrea i przyległy obszar w północnej Etiopii
- P. l. infuscatus Cabanis, 1868 – północna Somalia i Dżibuti na południe przez Etiopię, wschodni Sudan Południowy, południową Somalię, północno-wschodnią Ugandę i Kenię po północno-środkową Tanzanię

## Opis gatunku
Wymiary średnie
- Wysokość – 35 cm[5]

Biotop
Suchy lub półsuchy step z niską trawą i występującym buszem. Również brzegi rzek, lasów.
Gniazdo
W zagłębieniu w ziemi składane jest do 5 jaj.

## Status
Międzynarodowa Unia Ochrony Przyrody (IUCN) uznaje szponiastonoga żółtogardłego za gatunek najmniejszej troski (LC – least concern) nieprzerwanie od 1988 roku. Liczebność światowej populacji nie została oszacowana; w 1994 i 2000 roku ptak opisywany był jako pospolity. Trend liczebności populacji jest spadkowy.